# Processus styloideus ulnae
De processus styloideus ulnae is het botvormig uitsteeksel aan het distale uiteinde van de ellepijp. Het is gelegen aan de mediale en dorsale zijde van de ulna. Het vormt het aanhechtingspunt van het ligamentum collaterale carpi ulnae van het polsgewricht.
In de overgang tussen de kop van de ellepijp en de processus styloides ulnae zit een impressie ("indeuking") waar de apex ("top") van de discus articularis articuli radiulnaris distalis, de distale gewrichtsschijf tussen spaakbeen en ellepijp, aanhecht. Aan de achterzijde zit tevens een groeve waarin de pees van de musculus extensor carpi ulnaris gelegen is.
Soms fuseert de processus styloides ulnae niet met de rest van de ulna. Het extra botje dat dan aanwezig is, het zogenaamde os ulnostyloideum, wordt tot de accessoire handwortelbeentjes gerekend. Het wordt dan soms onterecht voor avulsiefractuur van de processus styloides van de ellepijp aangezien. Ook het accessoire handwortelbeentje os triquetrum secundarium kent een nauwe relatie met de processus styloides ulnae. Onderscheid tussen dit botje en een avulsiefractuur van de processus styloides is vaak lastig.
Distale radiusfracturen, met name diegene waarvan de breuklijn intra-articulair (in het polsgewricht) loopt, gaan vaak gepaard met een avulsiefractuur van de processus styloides ulnae. Een geïsoleerde fractuur van de processus styloides ulnae is zeldzaam. Na een fractuur van de processus styloides ulnae treedt vaak herstel in de vorm van pseudartrose op.